# Erneuerbare Energien Hamburg

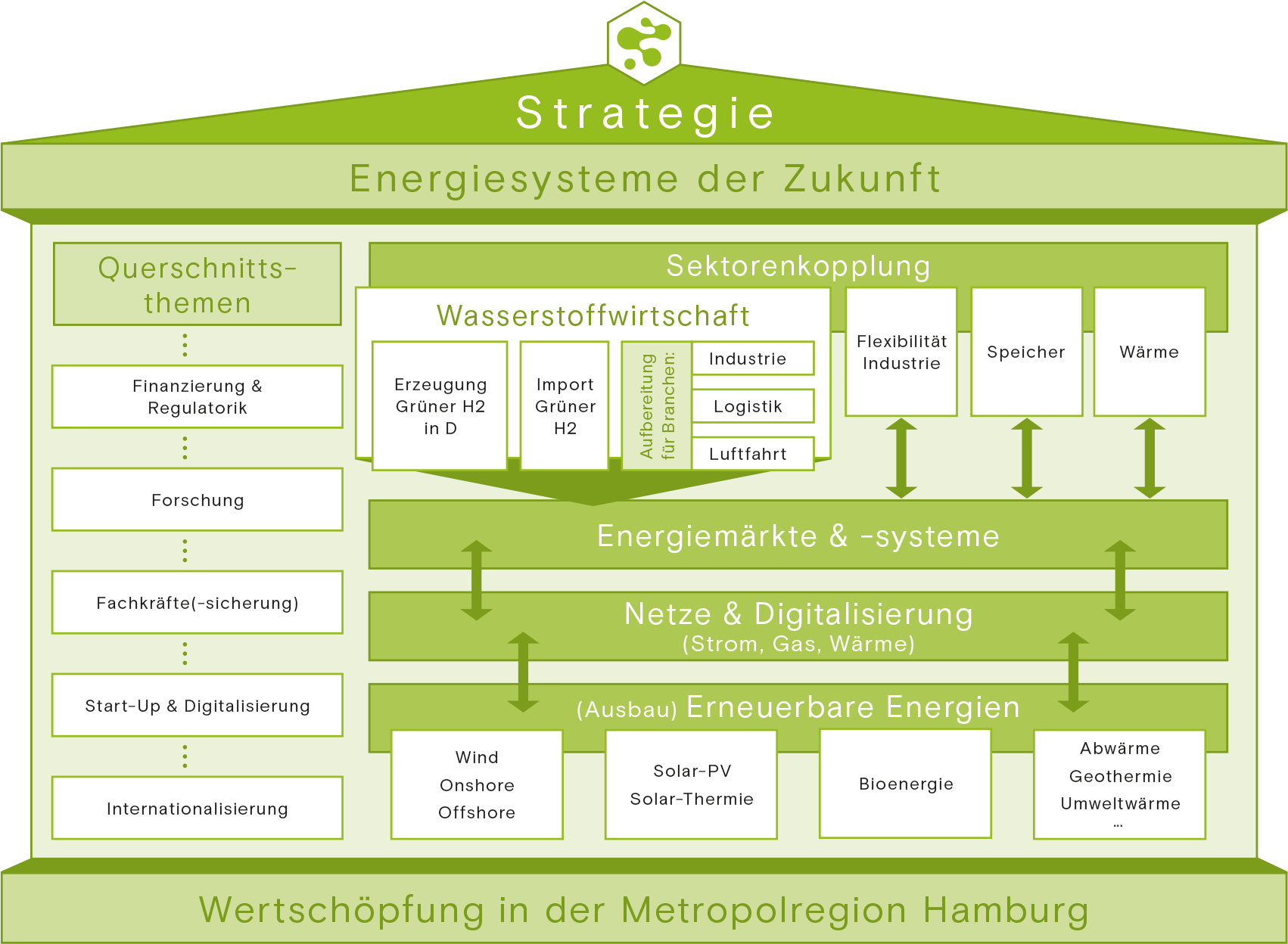
Das EEHH-Strategiehaus zeigt das Zusammenwirken der verschiedenen Themen im Cluster und die Schwerpunkte bis 2025.

Die Erneuerbare Energien Hamburg Clusteragentur GmbH ist ein Branchennetzwerk zur Stärkung und Förderung der Zusammenarbeit an dem Aufbau der erneuerbaren Energie mit Sitz in Hamburg. Die Kernthemen sind Windenergie (Onshore / Offshore), Solar, Erneuerbare Wärme, Sektorenkopplung und Speicherung. Seit 2021 ist ein weiterer Schwerpunkt Grüner Wasserstoff.

## Gründung und Mitgliederstruktur
Das Netzwerk wurde im Januar 2011 vom Verein zur Förderung des Clusters der Erneuerbaren Energien Hamburg und von der Freien und Hansestadt Hamburg mit 57 Gründungsmitgliedern als Public-Private Partnership gegründet. Mitte 2025 hat es über 300 Mitglieder, darunter Anlagenhersteller, Projektentwickler, Betreibergesellschaften, Netzbetreiber, Logistikunternehmen, Rechtsanwälte, Finanzdienstleister, Startups, Universitäten und Forschungseinrichtungen.

## Ziele
Das Netzwerk fördert den Dialog der Industrie- und Dienstleistungsunternehmen in der Erneuerbare Energien-Branche in der Metropolregion Hamburg und unterstützt die interregionale und internationale Zusammenarbeit. Dabei fungiert das EEHH-Cluster als Schnittstelle zwischen Politik, Forschung und Wirtschaft. Es sorgt mit verschiedenen Formaten und Kanälen – Webseite, Blog, Social Media, Podcast, Webinaren, Barcamps, Studien, dem German Renewables Award, Messen und Branchenevents – für branchenrelevante Information und Vernetzung der Akteure entlang der gesamten Wertschöpfungskette.
Im März 2021 wurde das Cluster EEHH im Zuge des Aufbaus einer Wasserstoff-Clusterstruktur um den Themenschwerpunkt Wasserstoff erweitert. Damit soll der Aufbau einer regionalen Wasserstoffwirtschaft unterstützt werden. Im Februar 2022 wurde die „Clusterstrategie2025“ bekanntgegeben mit einem verstärkten Fokus auf Sektorenkopplung. Ziel ist die intelligente Verknüpfung aller Sektoren und Energieträger im Gesamtsystem.

## Hintergrund
Die Erneuerbaren Energien sind spätestens seit Beginn der 2010er Jahre ein wichtiger Wirtschaftszweig für die Region, insbesondere im Bereich der Offshore-Windkraft. Hamburg verfügte damals schon über die Strukturen und das Know-how und wurde so zum bevorzugten Standort der Branche und zur Windhauptstadt Europas.

„Eine aktuelle Studie des Instituts Wind:Research zeigt die Bedeutung des Standorts Hamburg für die Branche: Für den Untersuchungszeitraum Mai 2021 bis Februar 2022 werden der Hansestadt insgesamt rund 2500 Beschäftigte bei 79 in der Offshore-Windenergie tätigen Unternehmen und Institutionen zugerechnet. Die Flächenländer Baden-Württemberg, Nordrhein-Westfalen und Bayern zählen zwar jeweils mehr Beschäftigte – führend ist hier Baden-Württemberg mit 4300 Menschen, vor allem wegen des dort hohen Anteils an Maschinen- und Anlagenbau für Offshore-Windparks. Mit einem Umsatz von 1,87 Milliarden Euro liegt Hamburg aber innerhalb des betrachteten Zeitraums mit deutlichem Abstand an der Spitze aller 16 Bundesländer. In der deutschen Nord- und Ostsee stehen aktuell 1500 Offshore-Windturbinen in 27 Windparks mit rund 7,8 Gigawatt Gesamtleistung. In Hamburg sei ‚die Vorarbeit für etwa 65 Prozent aller deutschen Offshore-Projekte geleistet‘ worden, teilt die Wirtschaftsbehörde auf Anfrage mit. Etwa zwei Drittel der gesamten deutsche Offshore-Windkraft-Leistung würden aus Hamburg heraus verwaltet und gesteuert. Viele Projektentwickler, Technologieanbieter und Dienstleister sitzen am Standort. National und international vernetze Hamburg die Branche, mit Fachkonferenzen und Veranstaltungen wie der Welt-Leitmesse Wind Energy Hamburg.“

Aufgrund des Klimawandels besteht neben der wirtschaftlichen Bedeutung ein zunehmender politischer Handlungsdruck zur Dekarbonisierung. Mit der Verabschiedung des Hamburger Klimaschutzgesetzes verpflichtet sich die Stadt zudem zu konkreten Zielen bei der Reduktion von Treibhausgasemissionen. Hierbei kommen verstärkt die Erneuerbaren Energien und insbesondere Wasserstoff in den Blick, um fossible Brennstoffe zu ersetzen.
Es arbeiten rund 15.000 Menschen in der Metropolregion Hamburg in den Unternehmen der regenerativen Energiewirtschaft. Das umfasst die Industrie mit den Anlagen- und Komponentenherstellern, Ingenieurbüros für die Entwurfs- und Projektierungsarbeiten bis zu den Unternehmen, die den Aufbau der Anlagen vor Ort und die Installations- und Wartungsarbeiten übernehmen. Außerdem sind Unternehmen der Dienstleistung wie Beratung, Zertifizierung, Finanzierung, Versicherung und Logistik sowie Energieversorgungsunternehmen beteiligt. Vor dem Hintergrund der jungen und derzeit rasant wachsenden Fertigungsanlagen, der Logistik und Infrastruktur der Offshore-Windkraft, die sich überwiegend auf die Küstenländer konzentriert, wird deutlich, wie wichtig Informationen und Zusammenarbeit sind.